# Stylodipus telum
Stylodipus telum és una espècie de mamífer rosegador de la família dels dipòdids. Viu a la Xina, el Kazakhstan, Rússia, el Turkmenistan, Ucraïna i l'Uzbekistan. Es tracta d'un animal nocturn i crepuscular que s'alimenta de llavors i insectes. Els seus hàbitats naturals són els deserts i les estepes desertificades. Algunes poblacions estan amenaçades per la llaurada, el sobrepasturatge i l'ús de pesticides.